# Stefan Mappus
Stefan Mappus, né le 4 avril 1966 à Pforzheim, est un homme politique allemand membre de l'Union chrétienne-démocrate d'Allemagne (CDU), dont il présidait la fédération dans le Bade-Wurtemberg.
Élu député au Landtag du Bade-Wurtemberg pour la première fois en 1996, il devient secrétaire d'État du ministère régional de l'Environnement deux ans plus tard, puis est choisi en 2004 par Erwin Teufel pour en prendre la direction. Il le quitte dès l'année suivante et succède à Günther Oettinger comme président du groupe CDU. À la suite de la désignation de ce dernier comme futur commissaire européen allemand en 2009, il le remplace à la présidence de CDU du Bade-Wurtemberg, avant d'être désigné ministre-président quelques mois plus tard, en 2010, à la tête d'une coalition noire-jaune.

## Biographie
Il obtient son Abitur en 1985, et suit une formation de cadre industriel les deux années qui suivent. À partir de 1987, il effectue son service militaire dans la Bundeswehr pendant deux ans.
En 1988, il entreprend d'étudier les sciences économiques et sociales à l'université de Hohenheim. Il décroche son diplôme en 1993 et devient assistant de recherche au département de sciences politiques de son université jusqu'en 1998. Il a également travaillé dans le domaine des télécommunications chez Siemens pendant deux ans à partir de 1995.
Il a épousé sa compagne Susanne en 2001. Ils ont eu deux enfants : Christian Leon, né en 2002, et Benedikt Lukas, arrivé deux ans plus tard.

## Vie politique

### Au sein de la CDU
Il adhère à la Junge Union (JU), organisation de jeunesse de la CDU/CSU, en 1983, et à la CDU en 1985.
Élu président de la fédération de la JU dans l'arrondissement d'Enz en 1988, il en intègre le comité directeur régional du Bade-Wurtemberg dès l'année suivante. Il renonce à son premier mandat en 1990. Il prend la direction de la CDU dans le même arrondissement en 1994.
Il renonce à son mandat au comité directeur régional de la Junge Union en 2002, puis devient vice-président régional du parti trois ans plus tard. Stefan Mappus a été élu président de la CDU du Bade-Wurtemberg lors du congrès du 20 novembre 2009 et a renoncé à sa fonction dans l'arrondissement d'Enz.

### Au sein des institutions
En 1994, il entre à l'assemblée de l'arrondissement d'Enz mais n'y siège qu'un an. Il est élu député au Landtag du Bade-Wurtemberg en 1996.
Il est nommé secrétaire d'État politique du ministère régional de l'Environnement et des Transports en 1998 puis en prend la direction le 14 juillet 2004. Il renonce à son portefeuille le 29 avril 2005, quand Günther Oettinger est investi ministre-président du Land. Huit jours plus tôt, Stefan Mappus avait été choisi pour lui succéder à la tête du groupe parlementaire.

#### Ministre-président du Bade-Wurtemberg
Le 26 octobre 2009, il est choisi comme candidat à la succession d'Oettinger, nommé commissaire européen par le nouveau gouvernement fédéral de coalition noire-jaune. Stefan Mappus est officiellement investi ministre-président Bade-Wurtemberg le 10 février 2010 par 83 voix sur 137, alors que la coalition au pouvoir compte normalement 84 députés sur 139.
Candidat à sa propre succession, il arrive en tête des élections législatives régionales du 27 mars 2011 avec 39 % des voix, mais sa coalition de centre droit perd la majorité absolue au profit du centre gauche, dominé de justesse par l'Alliance 90 / Les Verts.